# Myrtle Grove (Florida)
Myrtle Grove es un lugar designado por el censo ubicado en el condado de Escambia en el estado estadounidense de Florida. En el Censo de 2010 tenía una población de 15.870 habitantes y una densidad poblacional de 911,69 personas por km².

## Geografía
Myrtle Grove se encuentra ubicado en las coordenadas 30°24′52″N 87°18′10″O / 30.41444, -87.30278. Según la Oficina del Censo de los Estados Unidos, Myrtle Grove tiene una superficie total de 17.41 km², de la cual 17.2 km² corresponden a tierra firme y (1.18%) 0.2 km² es agua.

## Demografía
Según el censo de 2010, había 15.870 personas residiendo en Myrtle Grove. La densidad de población era de 911,69 hab./km². De los 15.870 habitantes, Myrtle Grove estaba compuesto por el 69.02% blancos, el 18.43% eran afroamericanos, el 0.63% eran amerindios, el 5.15% eran asiáticos, el 0.19% eran isleños del Pacífico, el 1.94% eran de otras razas y el 4.64% pertenecían a dos o más razas. Del total de la población el 6.36% eran hispanos o latinos de cualquier raza.